# Frida Holleman
Frida Holleman (Leiden, 4 maart 1908 − Voorburg, 16 november 1999) was een Nederlandse kunstenares.
Door ziekte was Frida Holleman genoodzaakt de middelbare school voortijdig te verlaten en kon zich vanaf dat moment volledig wijden aan haar passie tekenen en schilderen. Later bezocht ze de Koninklijke Academie van Beeldende Kunsten in Den Haag, waar zij onder meer les kreeg van Henk Meyer. In die periode schilderde zij veel naaktfiguren. In 1930 ging ze aquarellessen volgen bij Stanhope Forbes in Cornwall, Engeland. Daarna ging ze in de leer bij Adrien Holy in Parijs. Hij leerde haar laag-op-laag te schilderen.
In 1937 ging ze naar Nederlands Indië op familiebezoek. Ze was gefascineerd door alles om zich heen en maakte er vele tekeningen, aquarellen en olieverfschilderijen. Ze ontmoette daar Willem en Maria Hofker, een kunstenaarsechtpaar dat haar te logeren vroeg op Bali. Van Willem Hofker leerde ze nat-in-nat te schilderen. Van 1942-1945 werd ze geïnterneerd in de Japanse kampen Buitenzorg en Kedoeng Badak. Ze bleef tekenen en aquarelleren en overleefde de kampen. Na de oorlog kwam ze terug naar Nederland. Ze ging in Voorburg wonen en ging lessen volgen bij Jan van Heel aan de net opgerichte Vrije Academie in Den Haag. In die tijd werkte ze veel samen met Harm Kamerlingh Onnes. Ze exposeerde o.a. bij Pulchri Studio en bij Kunsthandel Liernur van Miep Eijffinger.
Hoewel ze ook vele olieverfschilderijen heeft gemaakt - vooral portretten - ging haar voorliefde uit naar luchtiger werk. Aquarel en krijt waren hiervoor de favoriete technieken, die zij ook graag combineerde.
Vanaf haar derde jaar kwam Frida in haar jeugd jaarlijks naar Vlieland. Ze is er later vaak terug geweest en heeft veel van Vlieland op papier vastgelegd. 
In 1996 is de Stichting Kunstbezit Frida Holleman  opgericht om de kunstzinnige waarde van het werk van Frida in stand te houden en haar naam als kunstenares levend te houden. Frida's werken zijn in bruikleen gegeven aan Museum Swaensteyn te Voorburg (kerncollectie), Museum Tromp's Huys op Vlieland (collectie Vlielandwerken), het Museon te Den Haag (Indische kamptekeningen), Rijksprentenkabinet te Amsterdam, Haags Gemeentearchief, Museum Scheveningen.
In 1998 ontving Frida voor haar hele oeuvre van de gemeente Voorburg de Hofwijckprijs. Ze was toen 90 jaar. Een jaar later overleed ze.